# Atletica leggera ai Giochi della XXVIII Olimpiade - Marcia 20 km maschile

Video della Finale

Video della Finale (telecronaca RAI)

La gara di marcia 20 km maschile ai Giochi della XXVIII Olimpiade si svolse tra le strade della città di Atene il 20 agosto 2004.

## Presenze ed assenze dei campioni in carica
| Competizione         | Atleta                 | Prestazione | Atene 2004 |
| -------------------- | ---------------------- | ----------- | ---------- |
| Olimpiadi 2000       | Robert Korzeniowski    | 1h18'59"    | Solo 50 km |
| Commonwealth 2002    | Nathan Deakes          | 1h25'35"    | Presente   |
| Europei 2002         | Francisco J. Fernández | 1h18'37"    | Presente   |
| Asiatici 2002        | Valerij Borisov        | 1h24'20”    | Presente   |
| Panamericani 2003    | Jefferson Pérez        | 1h23'06"    | Presente   |
| Africani 2003        | Hatem Ghoula           | 1h30'32”    | Presente   |
| Mondiali 2003        | Luis Fernando López    | 1h20'38"    | Presente   |
| Coppa del mondo 2004 | Jefferson Pérez        | 1h18'42"    | Presente   |

## Ordine d'arrivo
| Pos | Paese               | Atleta                   | Tempo    |
| --- | ------------------- | ------------------------ | -------- |
|     | Italia              | Ivano Brugnetti          | 1h19'40" |
|     | Spagna              | Francisco J. Fernández   | 1h19'45" |
|     | Australia           | Nathan Deakes            | 1h20'02" |
| 4   | Ecuador             | Jefferson Pérez          | 1h20'38" |
| 5   | Spagna              | Juan Manuel Molina       | 1h20'55" |
| 6   | Cina                | Zhu Hongjun              | 1h21'40" |
| 7   | Russia              | Vladimir Andreev         | 1h21'53" |
| 8   | Germania            | André Höhne              | 1h21'56" |
| 9   | Lettonia            | Aigars Fadejevs          | 1h22'08" |
| 10  | Portogallo          | João Vieira              | 1h22'19" |
| 11  | Tunisia             | Hatem Ghoula             | 1h22'59" |
| 12  | Polonia             | Benjamin Kuciński        | 1h23'08" |
| 13  | Italia              | Marco Giungi             | 1h23'30" |
| 14  | Brasile             | José Alessandro Bagio    | 1h23'33" |
| 15  | Giappone            | Takayuki Tanii           | 1h23'38" |
| 16  | Australia           | Luke Adams               | 1h23'52" |
| 17  | Ecuador             | Rolando Saquipay         | 1h24'07" |
| 18  | Messico             | Omar Segura              | 1h24'35" |
| 19  | Bielorussia         | Jaŭhen Misjulja          | 1h25'10" |
| 20  | Stati Uniti         | Timothy Seaman           | 1h25'17" |
| 21  | Germania            | Kevin Eastler            | 1h25'20" |
| 22  | Russia              | Viktor Buraev            | 1h25'36" |
| 23  | Bielorussia         | Ivan Trocki              | 1h25'53" |
| 24  | Colombia            | Luis Fernando López      | 1h26'34" |
| 25  | Cina                | Liu Yunfeng              | 1h27'21" |
| 26  | Stati Uniti         | John Nunn                | 1h27'38" |
| 27  | Kazakistan          | Valerij Borisov          | 1h27'39" |
| 28  | Lituania            | Gintaras Andriuškevičius | 1h27'56" |
| 29  | Corea del Sud       | Shin Il-yong             | 1h28'02" |
| 30  | Ungheria            | Gyula Dudás              | 1h28'18" |
| 31  | Algeria             | Moussa Aouanouk          | 1h28'38" |
| 32  | Slovacchia          | Matej Tóth               | 1h28'49" |
| 33  | Corea del Sud       | Lee Dae-ro               | 1h28'59" |
| 34  | Moldavia            | Fedosei Ciumacenco       | 1h29'06" |
| 35  | Bielorussia         | Andrėj Talaška           | 1h29'36" |
| 36  | Grecia              | Eleftherios Thanopoulos  | 1h30'15" |
| 37  | Spagna              | José David Domínguez     | 1h30'16" |
| 38  | Russia              | Vladimir Parvatkin       | 1h31'13" |
| 39  | Serbia e Montenegro | Predrag Filipović        | 1h31'35" |
| 40  | Cina                | Han Yucheng              | 1h32'18" |
| 41  | Corea del Sud       | Park Chil-sung           | 1h32'41" |
|     | Italia              | Alessandro Gandellini    | Rit.     |
|     | Messico             | Bernardo Segura          | Rit.     |
|     | Giappone            | Yuki Yamazaki            | Rit.     |
|     | Ecuador             | Xavier Moreno            | Squal.   |
|     | Rep. Ceca           | Jiří Malysa              | Squal.   |
|     | Messico             | Noé Hernández            | Squal.   |
|     | Irlanda             | Robert Heffernan         | Squal.   |